# Steven Bauer
Steven Bauer, właśc. Esteban Ernesto Echevarría Samson (ur. 2 grudnia 1956 w Hawanie) – kubańsko-amerykański aktor i producent filmowy.

## Życiorys

### Wczesne lata
Urodził się w Hawanie jako syn pilota i nauczycielki. W 1959 roku kiedy miał trzy lata, jego rodzina wyemigrowała do Stanów Zjednoczonych. Jego rodzina była pochodzenia żydowskiego i włoskiego. Dorastał na Florydzie. W 1974 ukończył Miami Coral Park High School w zachodnim Dade. W szkole Miami-Dade Community College przyjął pseudonim Rocky Echevarría. Studiował na University of Miami w Miami. Uczył się aktorstwa w Department of Theater Arts przy Jerry Herman Ring Theatre, gdzie jego kolegą był aktor Ray Liotta.

### Kariera
Po raz pierwszy pojawił się na szklanym ekranie w sitcomie PBS ¿Qué pasa, U.S.A.? (1977-78) jako Jose 'Joe' Peña, syn kubańskiej rodziny z Miami. W 1980 roku zadebiutował na off-Broadwayu w Czekając na Lefty’ego (Waiting for Lefty). W serialu wojennym NBC Stąd do wieczności (From Here to Eternity, 1980) z udziałem Kim Basinger wystąpił jako szeregowy Ignacioi Carmona.
Po przeprowadzce do Nowego Jorku studiował aktorstwo u Stelli Adler i rozpoczął karierę pod pseudonimem Steven Bauer. Za debiutancką kreację współzałożyciela biznesu narkotykowego i kryminalisty Manny’ego Ribery z autentyczną kubańską przeszłością w dramacie kryminalnym Briana De Palmy Człowiek z blizną (Scarface, 1983) otrzymał nominację do Złotego Globu. Rola w miniserialu NBC Wojny narkotykowe - Camarena (Drug Wars: The Camarena Story, 1990) przyniosła mu kolejną nominację do Złotego Globu.
Zagrał także m.in. w przewrotnym thrillerze Briana De Palmy Świadek mimo woli (Body Double, 1984) z Greggiem Henry i Melanie Griffith, thrillerze Lęk pierwotny (Primal Fear, 1996) u boku Richarda Gere’a, dramacie kryminalnym Stevena Soderbergha Traffic (2000), dramacie Andy’ego Garcíi Hawana – miasto utracone (The Lost City, 2005) oraz serialach: Po tamtej stronie (Outer Limits, 1998), CBS Strażnik Teksasu (Walker, Texas Ranger, 1999), CBS Nash Bridges (2001) i V.I.P. (2001).

## Życie prywatne
Był czterokrotnie żonaty; z Melanie Griffith (od 18 września 1981 do 1987), z którą ma syna Alexandra (ur. 22 sierpnia 1985), Ingrid Anderson (od 1989-91), z którą ma syna Dylana Deana (ur. 1990), Christiną Boney (od 27 czerwca 1992 do 2002) i Paulette Mitlimore (od 2003 do 2012). Spotykał się z dziennikarką Lydą Loudon, młodszą o 39 lat. 18 grudnia 2012 w Miami na Florydzie, został aresztowany i  oskarżony o przekroczenie dozwolonej prędkości i jazdę z zawieszonym prawem jazdy.

## Filmografia

### Filmy fabularne
- 1983: Człowiek z blizną (Scarface) jako Manuel „Manny” Ray
- 1983: Dziewczyna z doliny (Valley Girl) jako Chłopak w Pink Shirt
- 1984: Świadek mimo woli (Body Double) jako asystent reżysera
- 1984: Złodziej serc (Thief of Hearts) jako Scott Muller
- 1986: Miecz Gideona (Sword of Gideon, TV) jako Avner
- 1986: Zapomnieć o strachu (Running Scared) jako detektyw Frank Sigliano
- 1988: Bestia (The Beast) jako Taj
- 1991: Śmierć w Arizonie/Swary kruków (A Climate for Killing, A Row of Crows) jako Paul McGraw
- 1992: Mój brat Kain (Raising Cain) jako Jack Dante
- 1993: Kobieta pożądana (Woman of Desire) jako Jonathan Ashby/Ted Ashby
- 1996: Lęk pierwotny (Primal Fear) jako Joey Pinero
- 2000: Twoja na zawsze Lulu (Forever Lulu) jako Lou
- 2000: Traffic jako Carlos Ayala
- 2003: Jeźdźcy Apokalipsy (Masked and Anonymous) jako Edgar
- 2003: Nola jako Leo
- 2005: Hawana – miasto utracone (The Lost City) jako Castel
- 2007: Królowie South Beach (Kings of South Beach) jako Allie Boy
- 2009: Charlie Valentine jako Ferucci
- 2009: Za linią wroga: Kolumbia (Behind Enemy Lines: Colombia) jako generał Manuel Valez
- 2010: Enemies Among Us jako senator Edmonds
- 2012: Mroczna prawda (A Dark Truth) jako Tony Green

### Seriale TV
- 1977–1978: ¿Qué pasa, U.S.A.? jako Jose 'Joe' Peña
- 1978: The Rockford Files jako Jesus Hernandez
- 1990: Wojny narkotykowe - Camarena (Drug Wars: The Camarena Story) jako Enrique „Kiki” Camarena
- 1990: Cwaniak (Wiseguy) jako Michael Santana
- 1992: Pamiętnik Czerwonego Pantofelka (Red Shoe Diaries) jako Michael
- 1998: Po tamtej stronie (Outer Limits) jako sierżant Waylon Dumar
- 1999: Strażnik Teksasu (Walker, Texas Ranger) jako Lorenzo Cabral
- 2000: Łowcy skarbów (Relic Hunter) jako Tony
- 2001: Nash Bridges jako Lima
- 2001: V.I.P. jako Blake Thompson
- 2001: Łowcy skarbów (Relic Hunter) jako Tony
- 2007: Prawo i porządek: sekcja specjalna jako Raphael Gardner
- 2009: Dowody zbrodni jako Osmany „Oz” Leon
- 2009: Amerykański tata jako Fernando Jaramillo
- 2009: Mental: Zagadki umysłu jako Diego Suarez
- 2013: CSI: Kryminalne zagadki Las Vegas jako Bobby Esposito
- 2013: Mentalista (The Mentalist) jako Don Clyde
- od 2013: Ray Donovan jako Avi